# Enna Alta

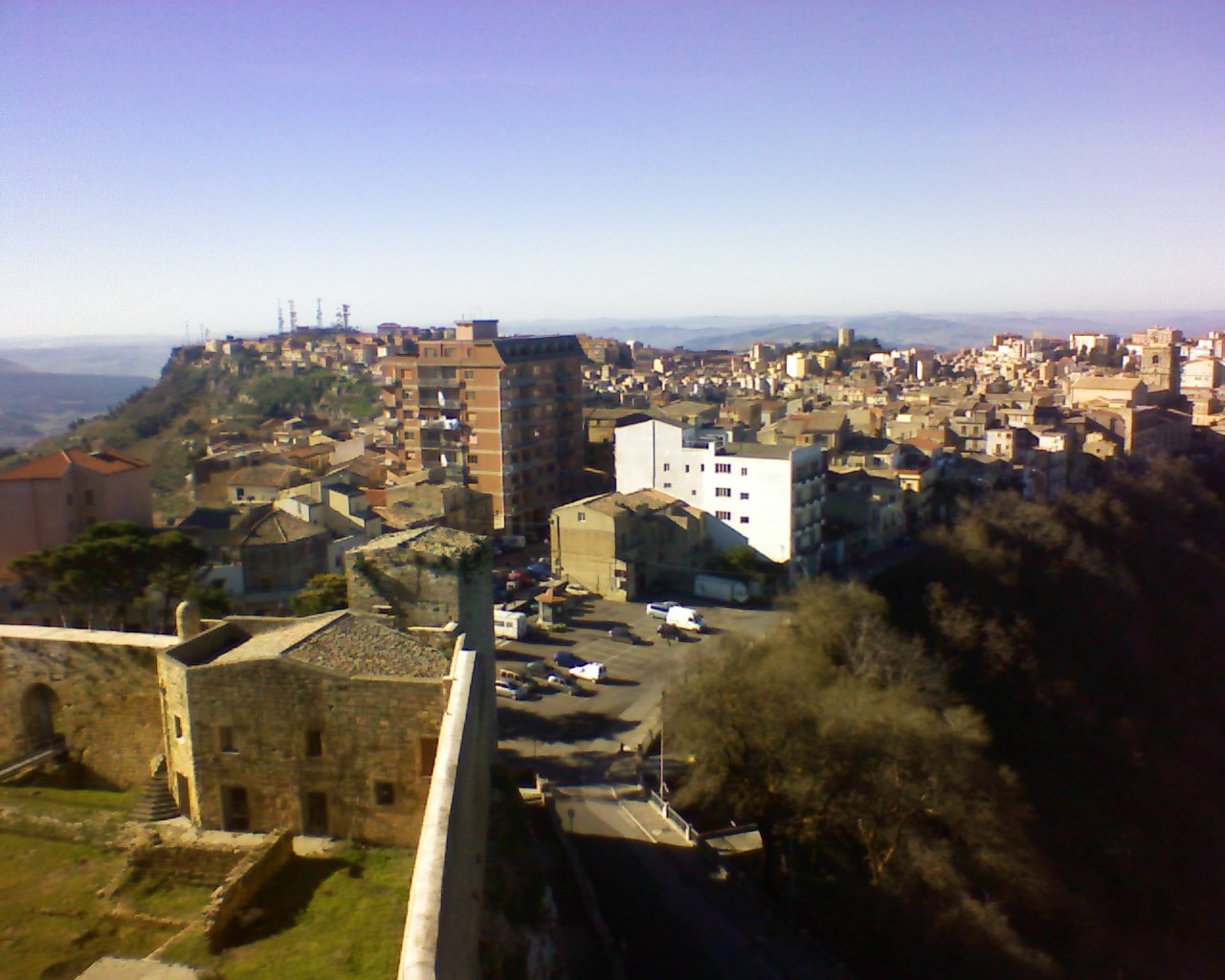
Veduta panoramica di parte di Enna alta, vista dalla Torre Pisana

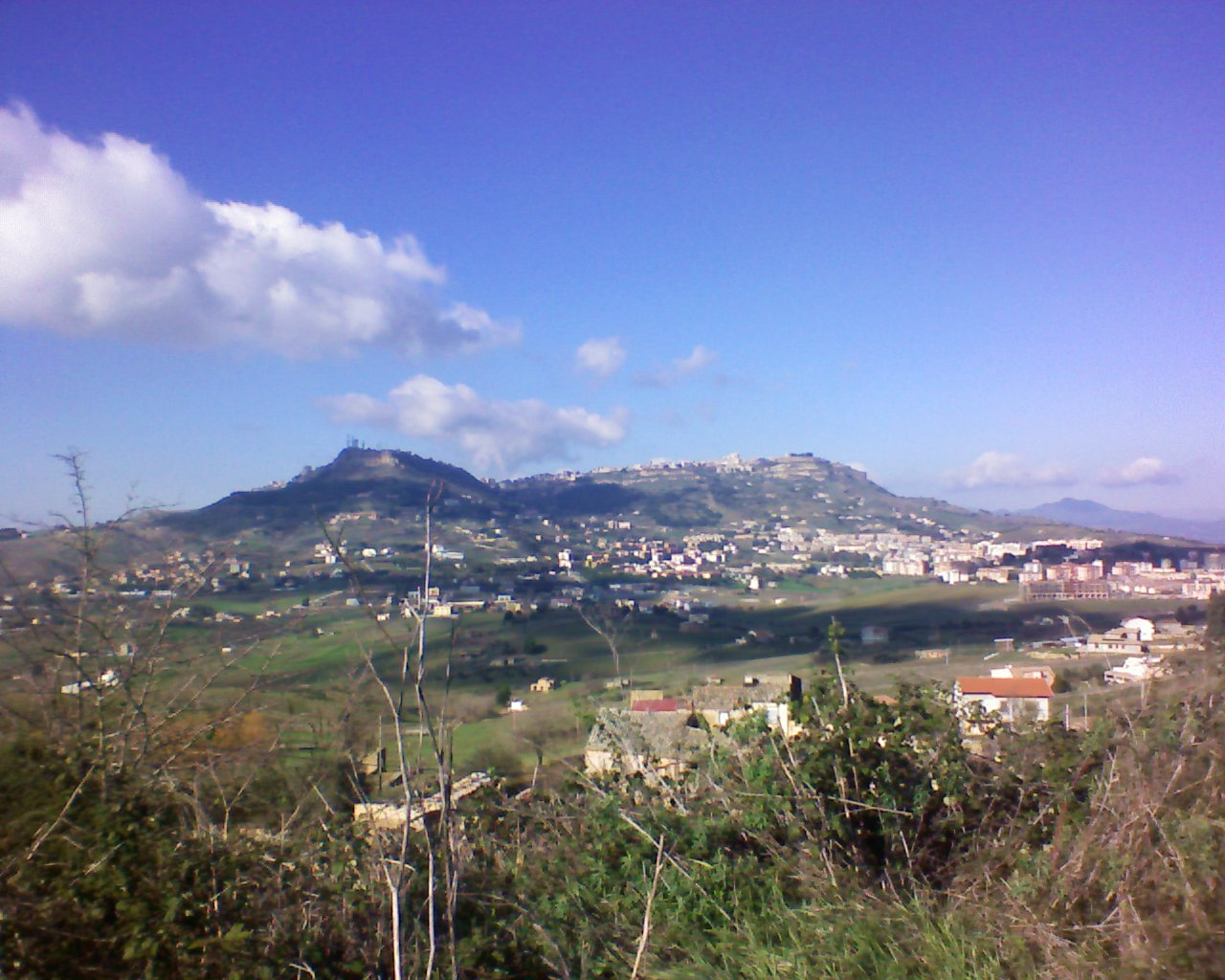
Enna alta (il monte all'orizzonte) vista dalla Strada statale 561 Pergusina

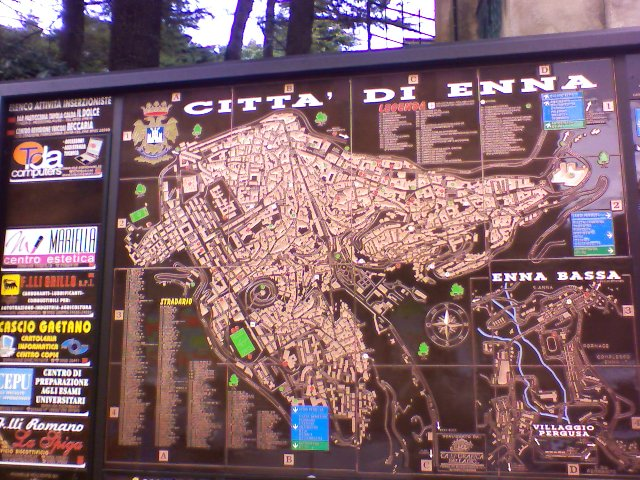
Mappa di Enna alta

Enna alta è la prima area urbana della città di Enna.
Si trova a un'altitudine variabile tra i 900 e i 990 m sul livello del mare, e in ciò si differenzia da Enna Bassa, agglomerato di quartieri nati a partire dagli anni ottanta a valle di Enna, a 700 m circa d'altitudine.

## Caratteristiche
Enna alta resta il cuore della vita cittadina, nonostante la recente nascita di Enna bassa, per svariate ragioni: comprende infatti il centro storico, i più importanti uffici amministrativi della provincia (Comune, Provincia, gran parte delle forze dell'ordine), i monumenti medievali, rinascimentali e moderni, ed ha una popolazione superiore rispetto ad Enna bassa (16.543 ab. contro 9.691, dai riferiti al 2006).
D'altro canto, tuttavia, il fatto che l'altopiano su cui Enna alta si sviluppa sia ormai quasi completamente urbanizzato e non presenti altre aree edificabili, ha dirottato su Enna bassa lo sviluppo edilizio e, conseguentemente, sono stati dislocati, del tutto in parte, verso la città bassa, alcuni importanti servizi che prima avevano sede in centro. Tra questi, si segnalano: l'ospedale Umberto I di Enna, che fino al 2005 era ospitato in una cittadella di uffici e reparti a Enna alta, ed oggi è alloggiato invece in due grandi edifici di vetro e cemento nella città bassa; il Comando Provinciale dei Vigili del Fuoco, il cui trasferimento nei nuovi locali di Enna bassa è stato completato nel 2007. Fa parte di un processo inverso e di valorizzazione del centro storico, al contrario, l'espansione dell'Università Kore (che, essendo di recente fondazione, ha le sue sedi soltanto ad Enna bassa) ad Enna alta. Tale importante fase si sta attuando con l'apertura nel 2013 di un Residence Universitario a 5 stelle ad Enna alta, con 100 posti letto, mensa universitaria, cinema, sala informatica, e altri servizi all'interno di una piramide di vetro, la quale sarà a sua volta inserita nella struttura in via di restauro della ex Scuola Media Nino Savarese.

## Geografia fisica

### Territorio
Enna alta sorge su un altopiano al centro della Sicilia, e svetta con i suoi 990 m d'altezza sulla sottostante Valle del Dittaino. Nella sua estremità occidentale, nei pressi della Chiesa di Montesalvo, si erge l'obelisco che indica il centro geografico della Sicilia.
Essa è convenzionalmente suddivisa nei seguenti quartieri, elencati in ordine da est verso ovest:
- Lombardia

È lo sperone orientale della città, ed il punto più alto (990 m). Prende nome dal Castello di Lombardia, la cui enorme cittadella fortificata, considerata la più grande in Sicilia, si estende al di sopra delle abitazioni della zona. La presenza del Castello con annessi la Torre Pisana (dalla cui sommità si gode di un vastissimo panorama) e il Teatro lirico all'aperto, e della vicinissima Rocca di Cerere rendono il quartiere il più visitato di Enna: oltre 70.000 sono i turisti che visitano annualmente questo angolo della città.

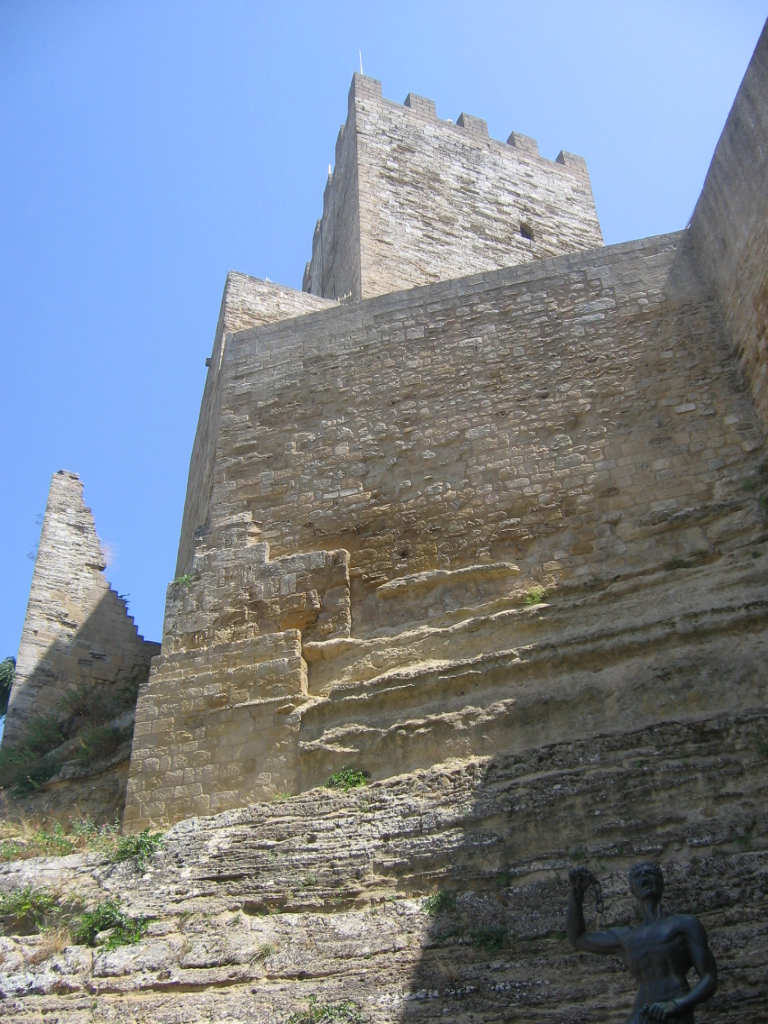
Scorcio della cinta muraria del Castello (Quartiere Lombardia)
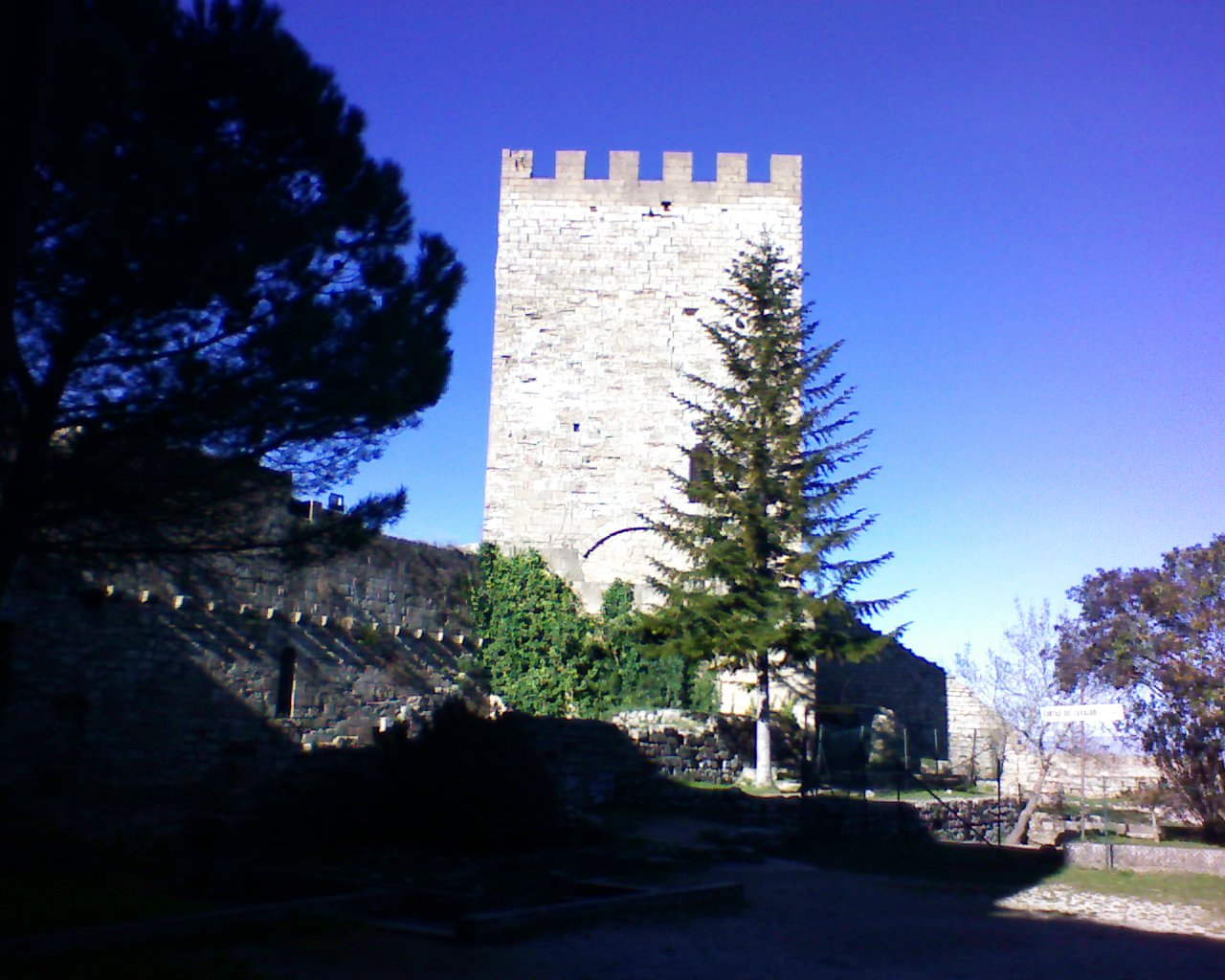
Torre Pisana (Quartiere Lombardia)
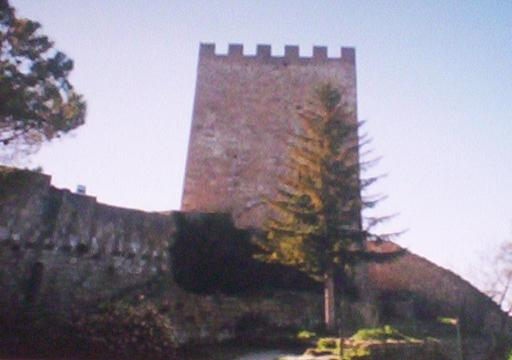
Torre Pisana (Quartiere Lombardia)

- San Pietro

Si tratta probabilmente del più antico quartiere della città. Conserva intatto il tessuto urbano denso, con case piccole e antiche, addossate l'una all'altra e separate da tortuosi vicoli, o cortili interni. L'atmosfera del quartiere è tipicamente tradizionale.
- Valverde

Anche Valverde è un quartiere molto antico, tuttavia i vicoli caratteristici, stretti e tortuosi, intercalati da archi, ponticelli, scalette e strettoie certamente suggestive, non sono rimasti ovunque intatti, dato che nel quartiere sorgono alcuni palazzi moderni.
- Sant'Agostino e Pisciotto

Altro quartiere tradizionale, comprende il rione detto Portosillo, una selva di casette arrampicate su un colle che comportano la presenza di salite e scalinate, e l'area nota come 'Pisciotto, per la presenza di un'antica porta trionfale di questo nome e di una Villa comunale.
- Centro storico di via Roma

Il centro storico della città si sviluppa lungo la via principale, che percorre Enna alta da est a ovest: via Roma. Qui si aprono le piazze più grandi e frequentate di Enna: per chi proviene da Lombardia, si incontrano nell'ordine piazza Giuseppe Mazzini, piazza Duomo, piazza Napoleone Colajanni, piazza Giuseppe Garibaldi, su cui si affacciano palazzi istituzionali, esempi del Razionalismo italiano, e ancora le piazze Umberto I e VI Dicembre, il noto Belvedere di Enna, famoso per i suoi paesaggi, le centralissime piazze Vittorio Emanuele (nota come piazza San Francesco, culmine della vita ennese), Scelfo e a Balata, e infine piazza Neglia (o San Tommaso). 

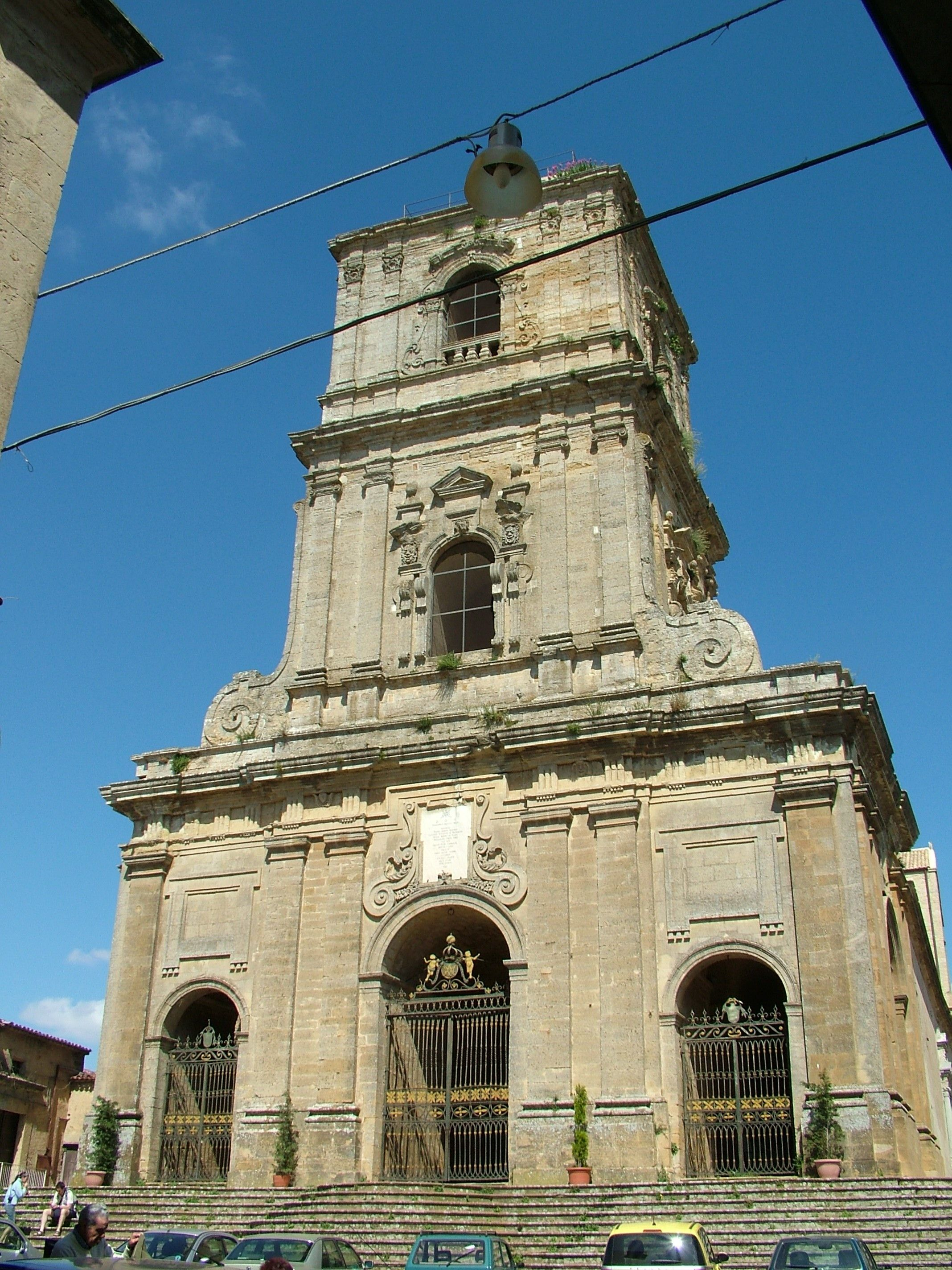
Facciata principale del Duomo di Enna (centro storico)
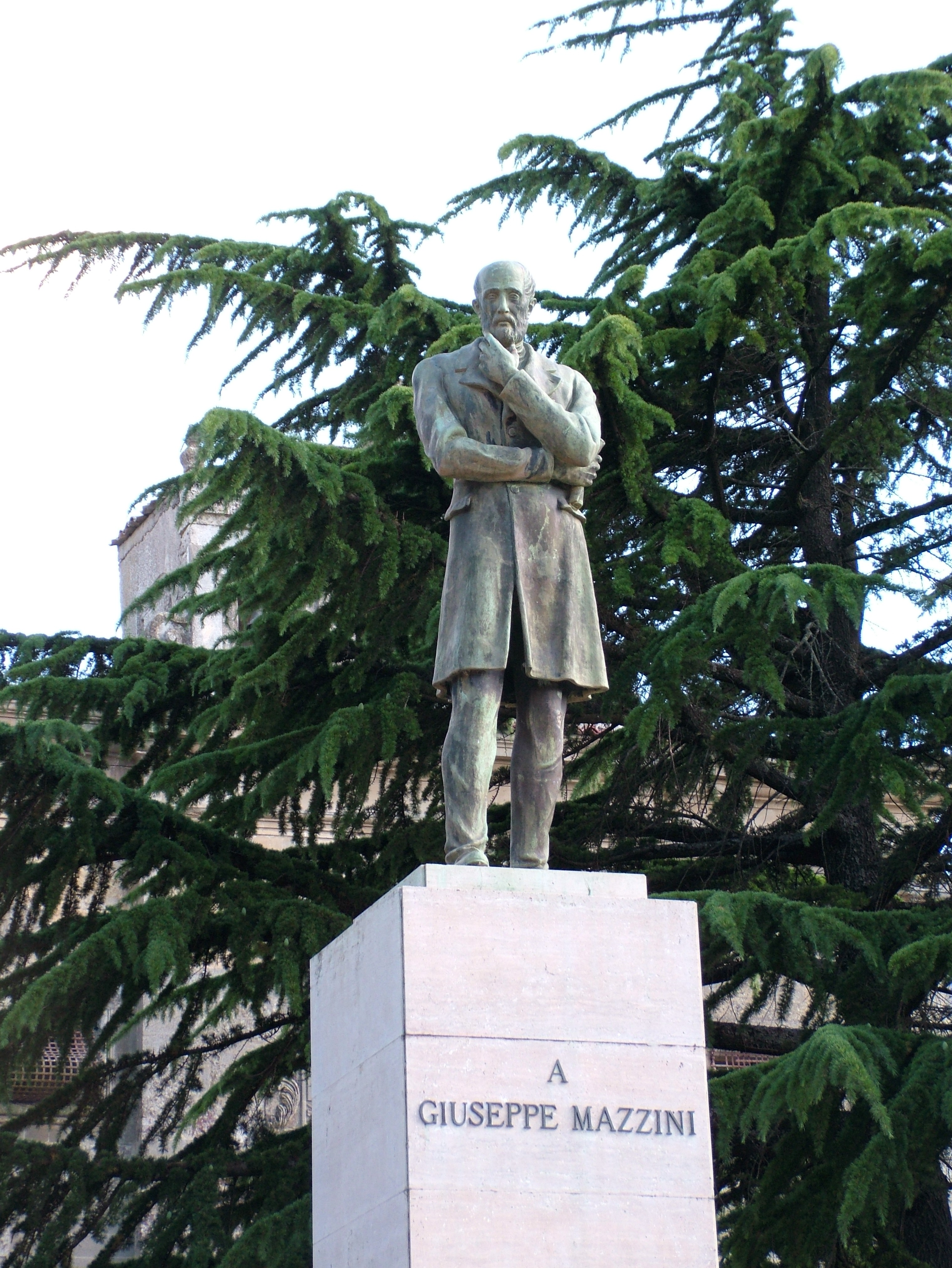
Statua di Giuseppe Mazzini nell'omonima piazza, su cui dà una fiancata del Duomo
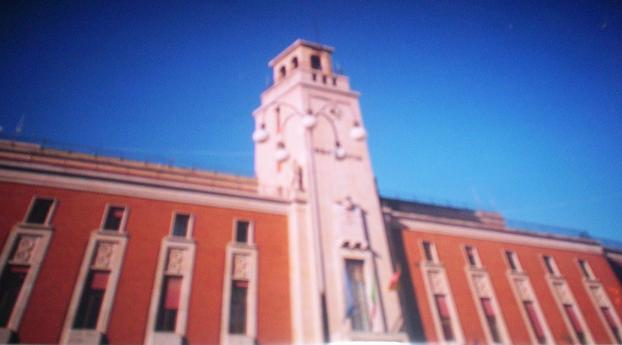
Palazzo del Governo in piazza Garibaldi (centro storico)
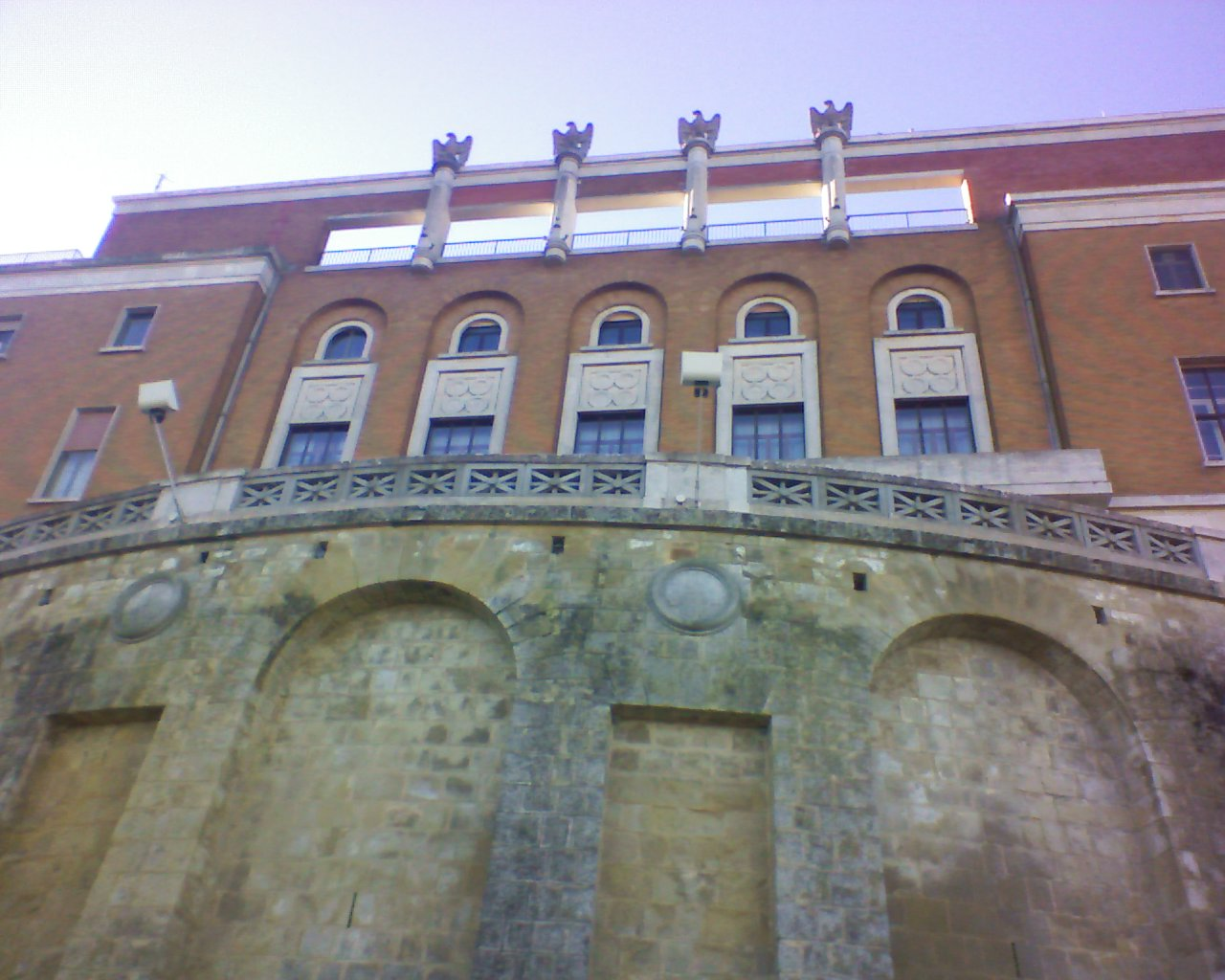
Palazzo del Governo visto dal Belvedere di Enna (centro storico)
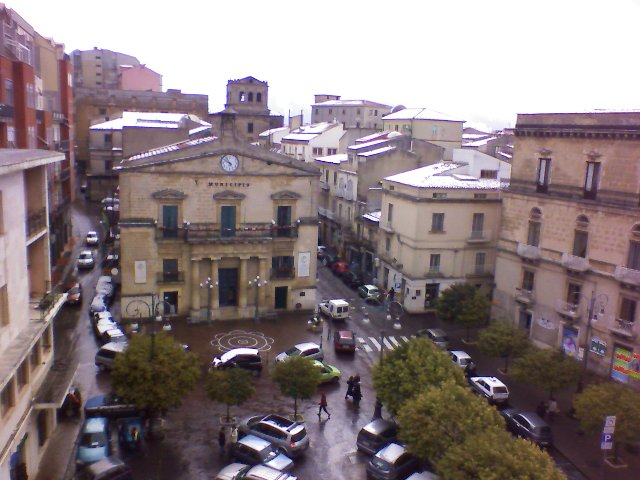
Piazza Umberto I con il Teatro Garibaldi (centro storico)
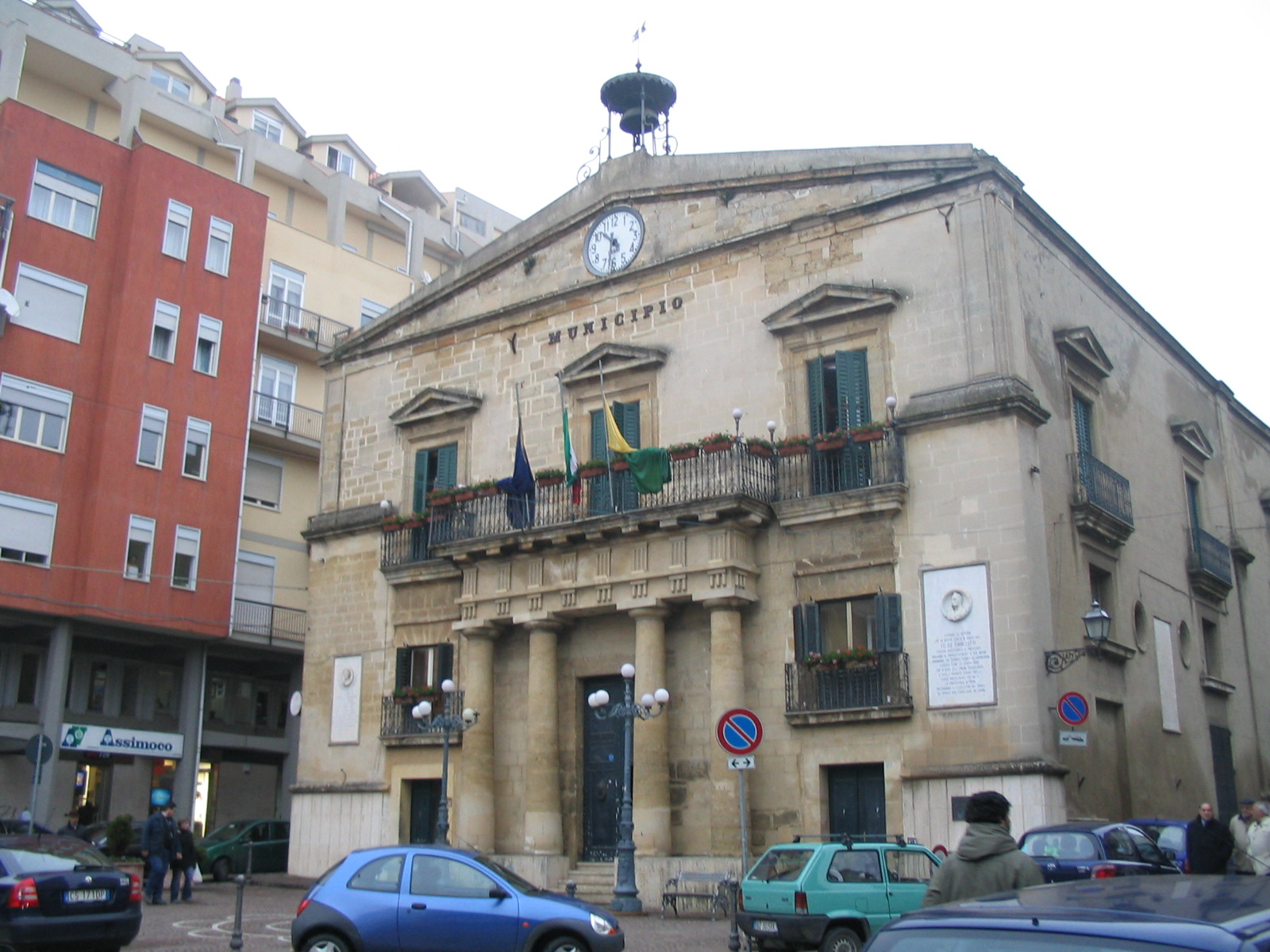
Il Teatro Garibaldi
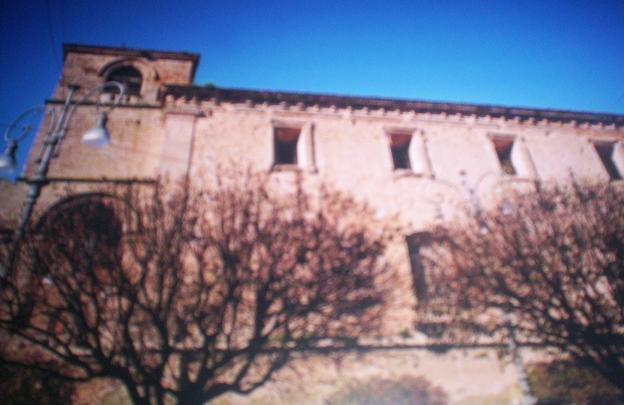
Palazzo Chiaramonte si affaccia su Piazza Vittorio Emanuele (centro storico)
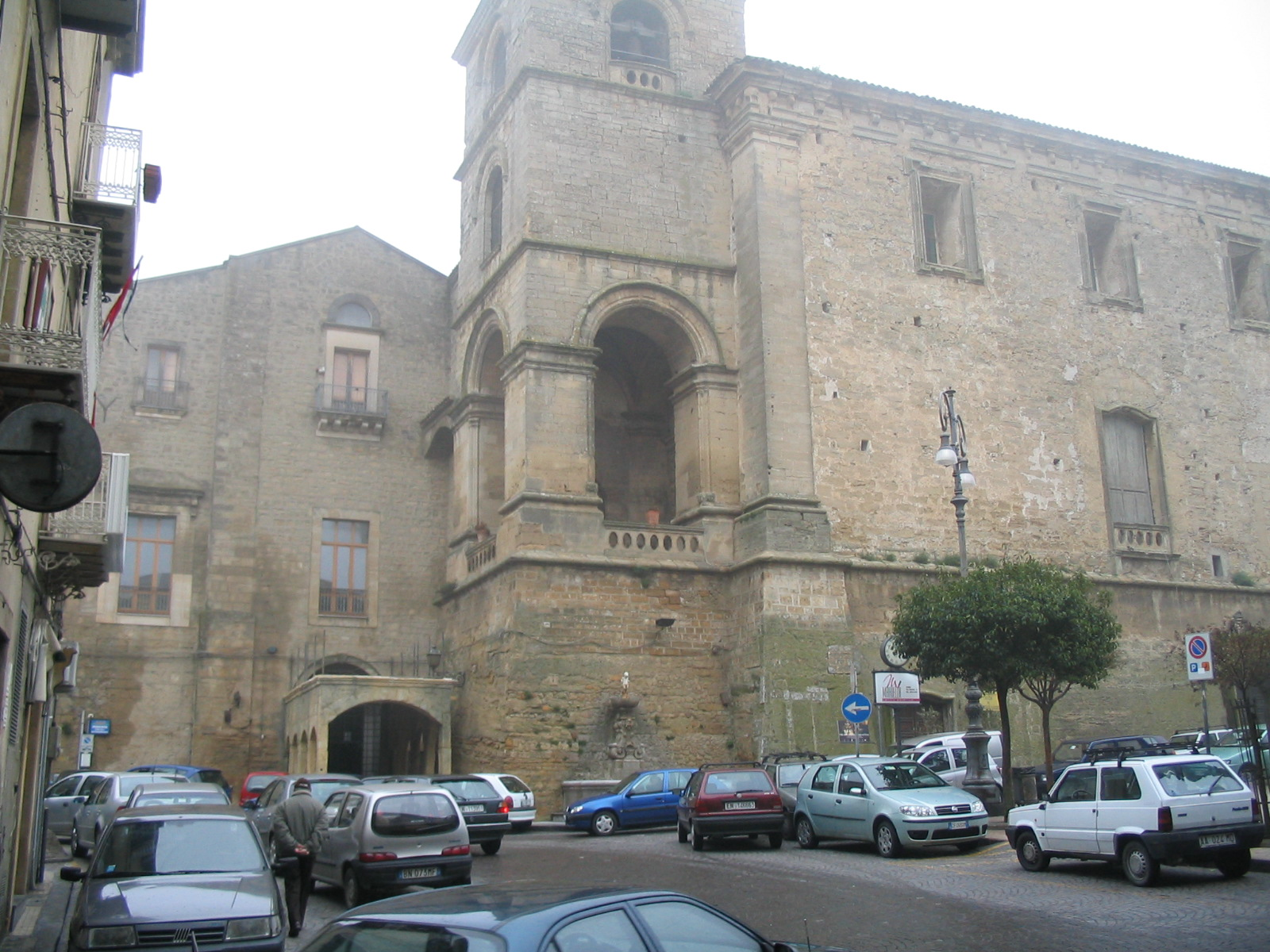
Altra vista del Palazzo Chiaramonte

- Mulino a Vento

Qui è stata costruita la Residenza Universitaria Nino Savarese. 

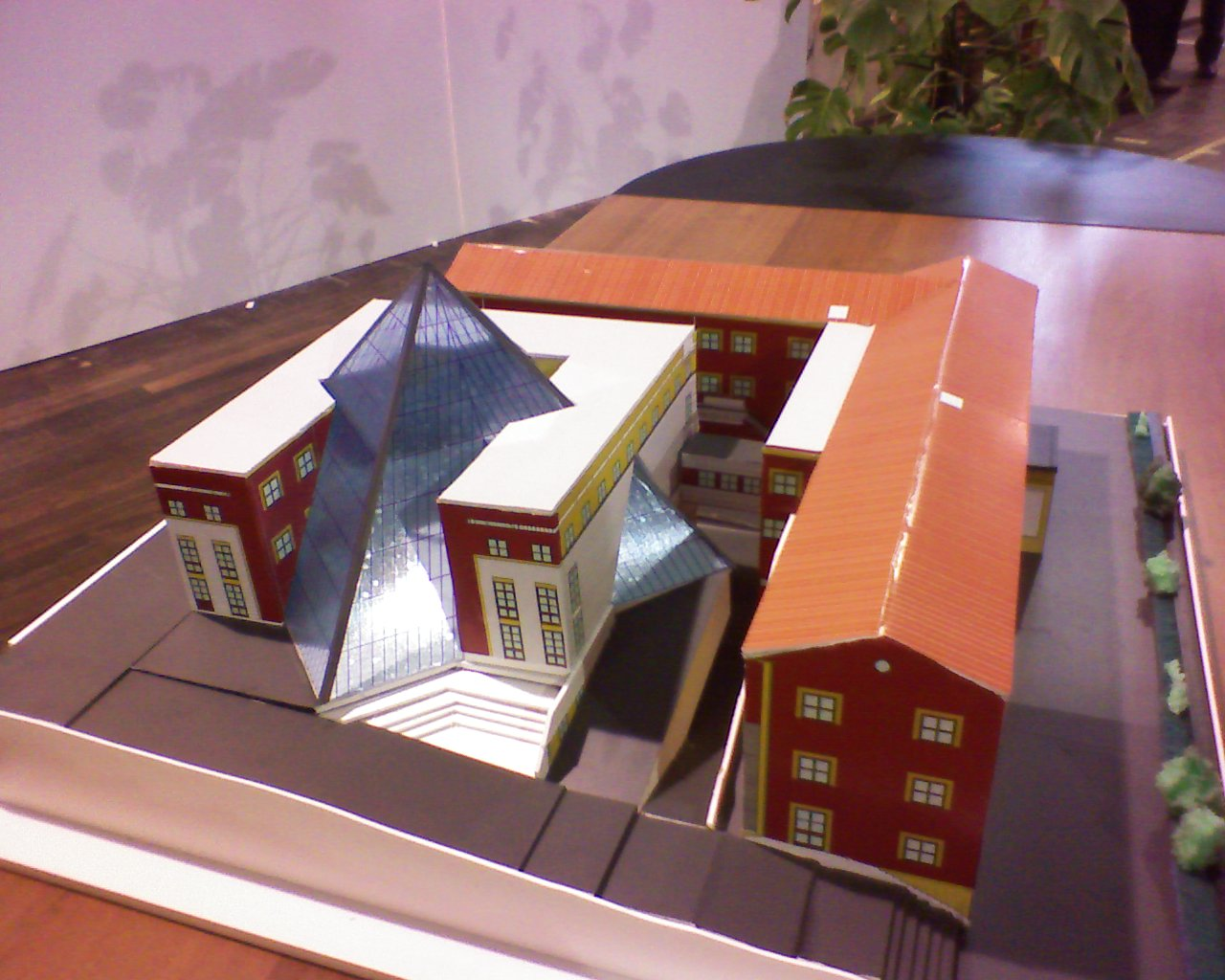
Residenza universitaria (Mulino a Vento)

- Viale Armando Diaz

L'area, la più moderna di Enna alta, comprende uffici, scuole, sedi istituzionali ed importanti attività, oltre al Terminal Bus e il deposito della SAIS Autolinee, attiva a livello nazionale, e il cimitero cittadino.
- Monte

Sperone occidentale della città alta, tra i suoi monumenti si annoverano la Torre di Federico II, di forma ottagonale che svetta su un colle alberato facente parte di un parco urbano, la Chiesa di Montesalvo, e il ceppo di pietra antica che indica il centro geografico esatto della Sicilia. Vi si trova lo Stadio di Enna, ed è anche questa un'area ricca di uffici e attività terziarie.

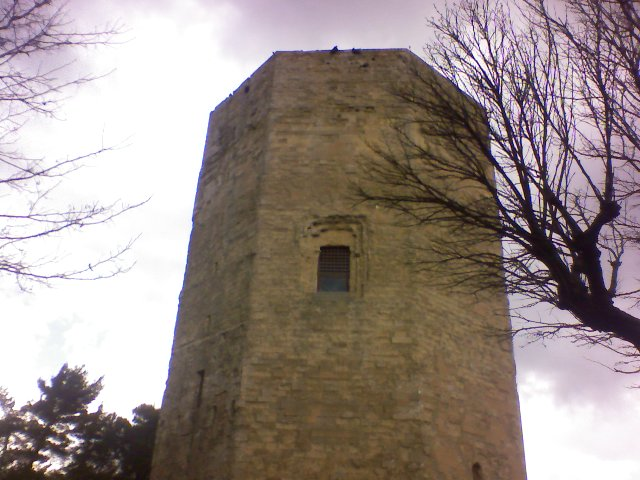
Torre di Federico II
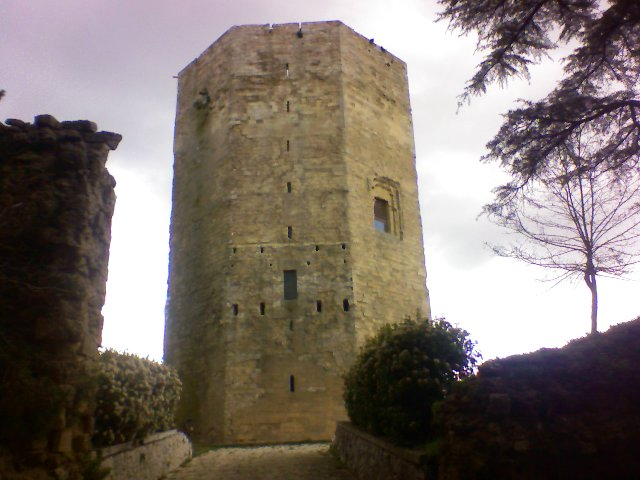
Torre di Federico II
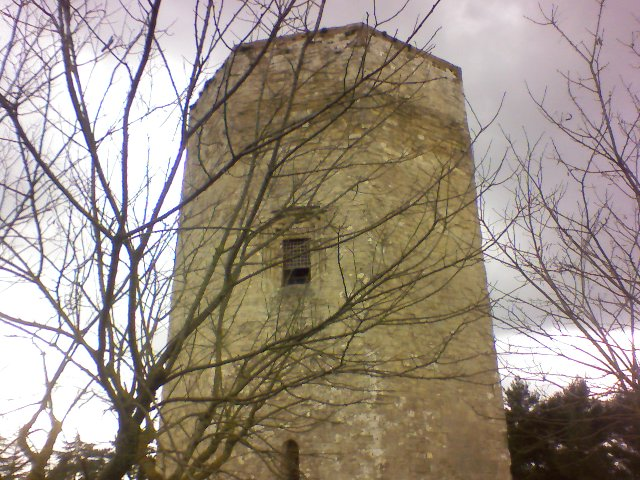
Torre di Federico II
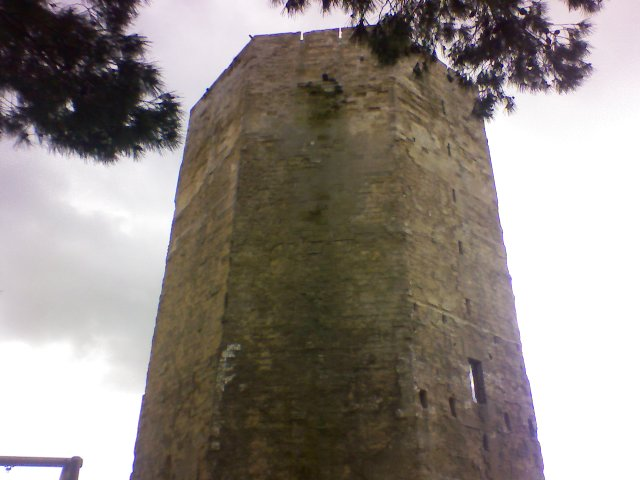
Torre di Federico II

- Fundrisi

Quartiere antico e suggestivo, ricco di scorci pittoreschi, e dove è conservata l'unica delle 6 antiche porte ad arco romano sopravvissute al tempo, oggi restaurata, la Porta di Janniscuru. Il quartiere è ricco di grotte al cui interno sono situate necropoli del Neolitico.

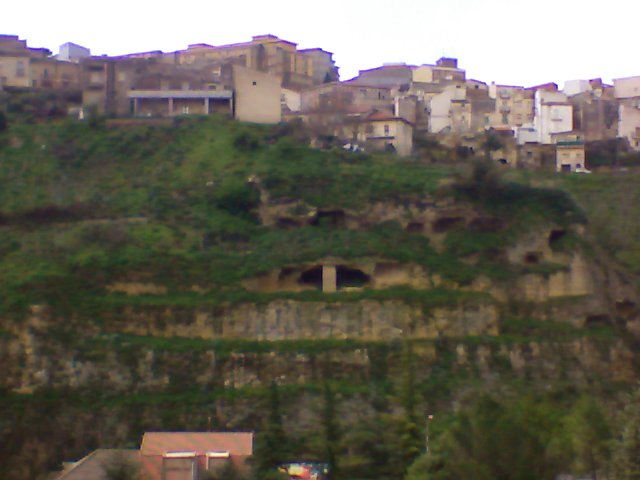
Alcune delle grotte-necropoli sottostanti il quartiere Fundrisi

### Clima

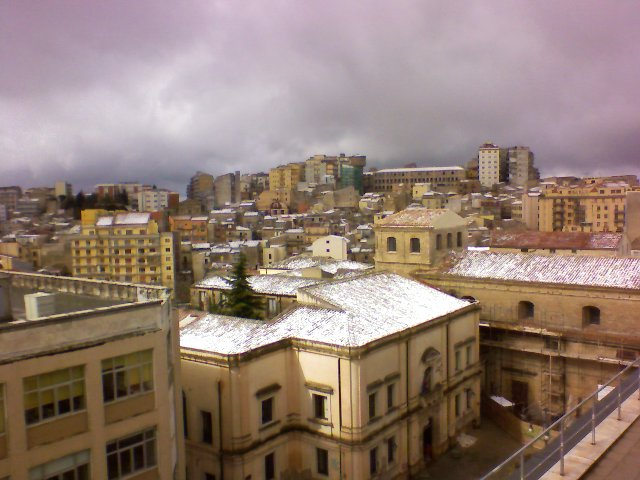
Enna alta coperta dalla neve

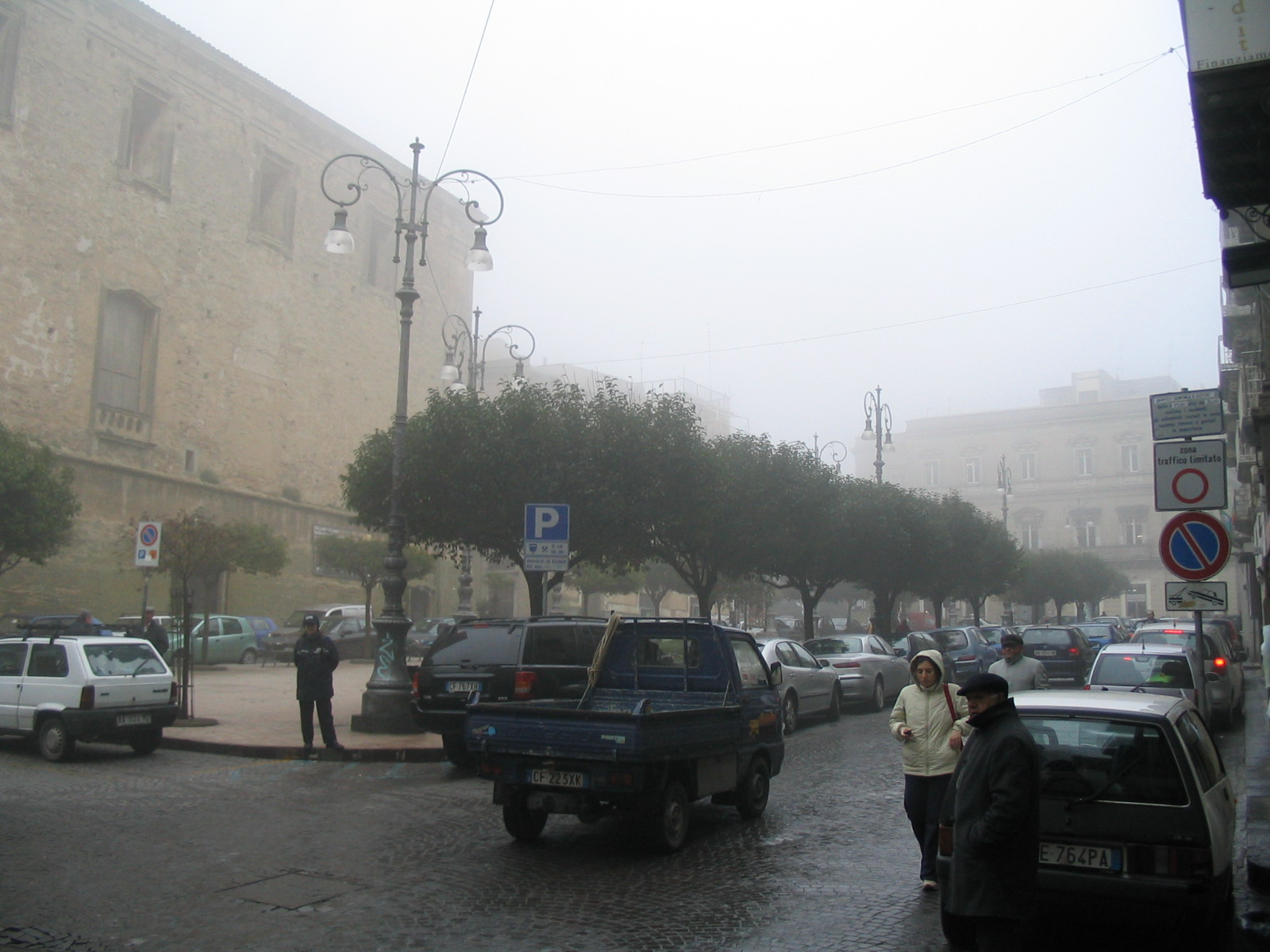
La centralissima Piazza Vittorio Emanuele avvolta nella nebbia

Essendo posta a quasi 1.000 metri d'altitudine, ma d'altra parte trovandosi in una regione a clima mediterraneo, Enna alta ha elementi di transizione verso il clima steppico. L'aspetto continentale, oltre che dall'altimetria, è accentuato dal fatto che la città è circondata da catene montuose (Nebrodi e Madonie a nord, Monti Erei a est, ovest e sud) che frenano l'effetto mitigatore del mare.
In città predominano due macro-stagioni, entrambe semestrali: una piovosa, che va da ottobre a marzo, con massimi ad ottobre (57.8 mm la quantità media di precipitazione); l'altra, asciutta, da aprile a settembre, che include il trimestre estivo (giugno, luglio, agosto) estremamente siccitoso con assenza di precipitazioni. Ciò determina un elevato livello di aridità (grado 14 dell'indice De Martonne).
L'umidità è presente in autunno e in inverno, raggiungendo con una certa frequenza livelli pari o superiori al 90%, con conseguente formazione di nebbia, un fenomeno piuttosto comune nella città alta durante la cattiva stagione, e dovuto certamente all'altitudine. In estate invece l'umidità si mantiene a livelli bassissimi, determinando un caldo secco e non afoso come accade nelle coste della regione.
Gennaio e febbraio sono i mesi più freddi, con temperatura media mai superiore ai 6,5°. In questo periodo si concentrano i 17 giorni annui con temperature uguali o inferiori allo zero (con il minimo storico di -5,8 °C), e quelli - sempre più infrequenti - in cui nevica. Le nevicate abbastanza consistenti da consentire un accumulo di neve sui tetti delle case e ai lati delle strade sono rarissime, solitamente avvengono una volta l'anno, mentre l'acquaneve è leggermente più frequente.
In estate si possono verificare picchi di caldo, ma in numero e misura minore rispetto alle coste, grazie al fatto sia che l'umidità è bassa (fattore che annulla l'afa), sia che il vento di scirocco è pressoché inesistente. Il record storico di calore ad Enna alta restano i 39 °C del 1999. Le temperature medie di 25-30 °C rendono Enna una stazione climatica.
| Nome | alt | tma  | tme  | tmi | prec | gp |
| Enna | 964 | 15,6 | 23,3 | 4   | 358  | 69 |
| Nome = nome della stazione meteorologica; alt = altitudine sul livello del mare in metri; tma = temperatura media annua in °C; tme = temperatura media estiva in °C; tmi = temperatura media invernale in °C; prec = precipitazioni annue in millimetri; gp = numero dei giorni di pioggi in un anno. |     |      |      |     |      |    |